# 風祭修一
風祭 修一（かざまつり しゅういち、1931年6月2日 - 1971年）は、日本の声優。

## 人物
りんどうプロ、東京アーチストプロ 、江崎事務所に所属していた。
妹尾河童によれば、風祭は人工透析を受けていたが、ある日、別れを告げるように友人たちと麻雀をした後、人工透析を止めたことを証言している。

## 出演作品

### テレビアニメ
1963年
- エイトマン（ジェロニモ）

1965年
- 宇宙エース

1968年
- ゲゲゲの鬼太郎（第1作）
- サイボーグ009
- ファイトだ!!ピュー太

1970年
- あしたのジョー
- キックの鬼
- ハクション大魔王
- ムーミン（ドクター）

### 劇場アニメ
1960年
- 西遊記（銀角大王）

1963年
- わんぱく王子の大蛇退治（戦いの大臣）

### ラジオ番組
- 「ルーテルアワー・この人を見よ」

### 特撮
- ウルトラQ（1966年、酒井アナウンサー[5]）